# 大荆镇 (汨罗市)
大荆镇，中华人民共和国湖南省岳阳市汨罗市下属的一个镇，位于汨罗市东北部。
辖1个社区居委会，20个建制村，总面积82平方千米，总人口2.6万人，镇人民政府驻大荆（原大荆镇人民政府驻地）。京珠高速、107国道经过镇区。

## 建制沿革
- 1956年，设大荆乡。
- 1958年，属红星公社（后改三江公社）。
- 1961年，析置大荆公社。
- 1984年，改置大荆乡。
- 1988年，改置大荆镇。
- 2015年，与古仑乡成建制合并设立大荆镇[1]。

## 行政区划
大荆镇下辖1个社区居委会，20个行政村：
- 大荆社区
- （原大荆镇下辖）墩河村、大仙村、新塘村、新联村、乌龙村、折桥村、大荆村、金星村、桂花村、段塘村、界碑村、长联村

- （原古仑乡下辖）黄道村、金河村、农科村、古仑村、渡头村、朱砂村、盘石村、仰山村